# Agathia reducta
Agathia reducta là một loài bướm đêm trong họ Geometridae.